# جامعة مونستر
جامعة مونستر هي جامعة ألمانية، تقع في مدينة مونستر، ولاية شمال الراين-وستفاليا. هي جزء من مؤسسة البحوث الألمانية (DFG).

## تأريخياً
تعود جذور الجامعة إلى كلية مونستر اليسوعية (Jesuiten-Kolleg Münster)، التي أُسِّسَت عام 1588. لكن جامعة مونستر الحديثة تأسست في 1780، من أربع كليات: القانون، العلوم الصحية، الفلسفة، اللاهوت. تم تسجيلها قانونياً من قبل البارون فرانز فون فورستينبيرغ (7 أغسطس 1729 - 16 سبتمبر 1910) منحها إسمها الحالي القيصر فيلهلم الثاني في 1907.

## الكليات

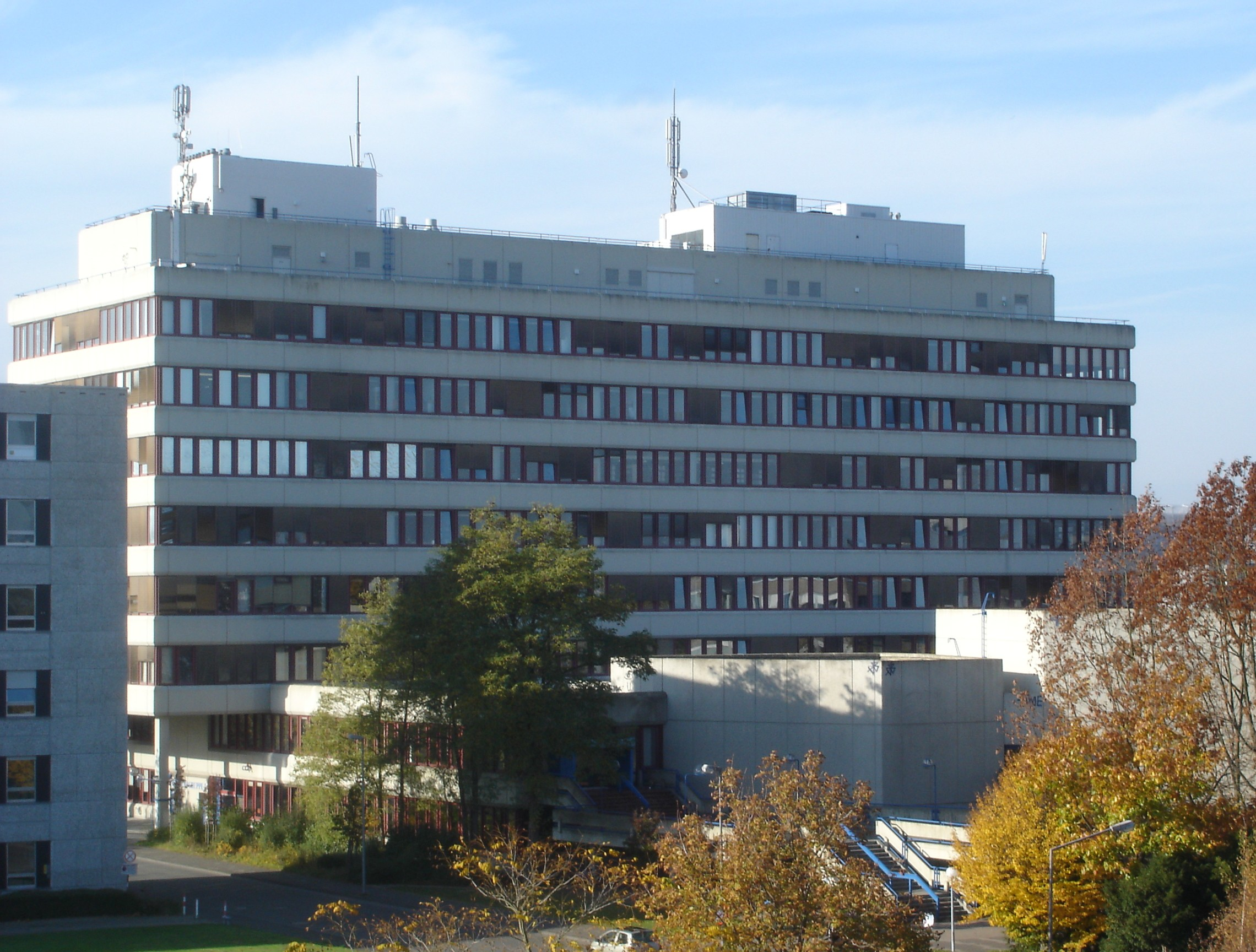
قسم الفيزياء - جامعة مونستر

- كلية علم اللاهوت البروتستانتي.[9]
- كلية علم اللاهوت الكاثوليكي.
- كلية القانون.
- كلية الاقتصاد.
  - قسم إدارة أعمال.
  - قسم اقتصاد.
- كلية العلوم الصحية.
  - قسم الطب.
  - قسم طب الأسنان.
- كلية الفلسفة.
  - قسم العلوم التربوية والاجتماعية.
  - معهد علوم الإتصال.
    - العلاقات العامة.
    - صحافة.
    - إعلام.

  - قسم النفس والعلوم الرياضية.
  - قسم فلسفة التأريخ.
  - قسم فقه اللغة.
- كلية العلوم الطبيعية والرياضيات.قسم الفيزياء - جامعة مونستر
  - قسم الرياضيات وعلوم الحاسبات.
  - قسم الفيزياء.
  - قسم الكيمياء والصيدلة.
  - قسم علوم الحياة.
  - قسم علوم الأرض.
- كلية الموسيقى.